# Itaya Hazan

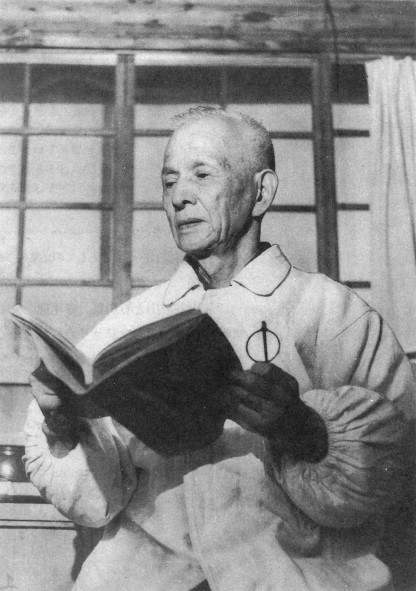
Itaya Hazan, 1955

Itaya Hazan (japanisch 板谷 波山; 10. April 1872 in Shimodate (heute Chikusei) – 10. Oktober 1963, eigentlicher Name Itaya Kashichi (板谷 嘉七)) war ein japanischer Töpfer der Meiji-, Taishō- und Shōwa-Zeit. Er gilt als Begründer der modernen Keramik in Japan.

## Leben und Werk
Hazan wurde in Shimodate in der Präfektur Ibaraki geboren. Zunächst wollte er Bildhauer werden und  graduierte von der Kunstakademie Tokio (東京美術学校, Tōkyō Bijutsu Gakkō; jetzt Geidai) in diesem Fach. Danach arbeitete er als Lehrer an der Technischen Schule Kanazawa und zugleich als Leiter der Porzellan-Abteilung. So begann er, sich in der Porzellanherstellung weiter zu bilden. 1093 kehrte er nach Tokyo zurück und eröffnete eine eigene Werkstatt mit Brennofen in Tabata im Bezirk Kita. Als Künstlername übernahm er vom Berg Tsukuba, der charakteristische Berg seiner Heimat, die beiden letzten Zeichen, gesprochen Hazan.
Hazan war sein Leben lang bestrebt, Form und Farbschmuck in Perfektion zu einer Einheit zu bringen. Als Töpfer stellte er vornehmlich Vasen dar, aber auch Gefäße und Schalen. Er produzierte Stücke aus weißem Porzellan (白磁, hakuji), Seladon (青磁, seiji) und emailliertes Porzellan. Für Letzteres entwickelte er eine neue eigene Technik der Glasierung, so dass die modellierten Verzierungen eine persönliche Qualität erhielten.
Bereits Anfang 1910 war Itaya bekannt als einer der bedeutenden Töpfer und war führende Figur in Töpferkreisen. Er war einer der ersten, der sich vom traditionell-japanischen Design löste und westliches Design den Jugendstil aufnahm. Die Vasen zeigen meist floralen Schmuck. Er wurde zum „Künstler am Kaiserhof“ (帝室技芸員, teishitsu gigei-in) ernannt, wurde Mitglied in der Akademie der Künste und erhielt 1953 als erster Töpfer den Kulturorden.

## Vorzeichnungen zu Vasen

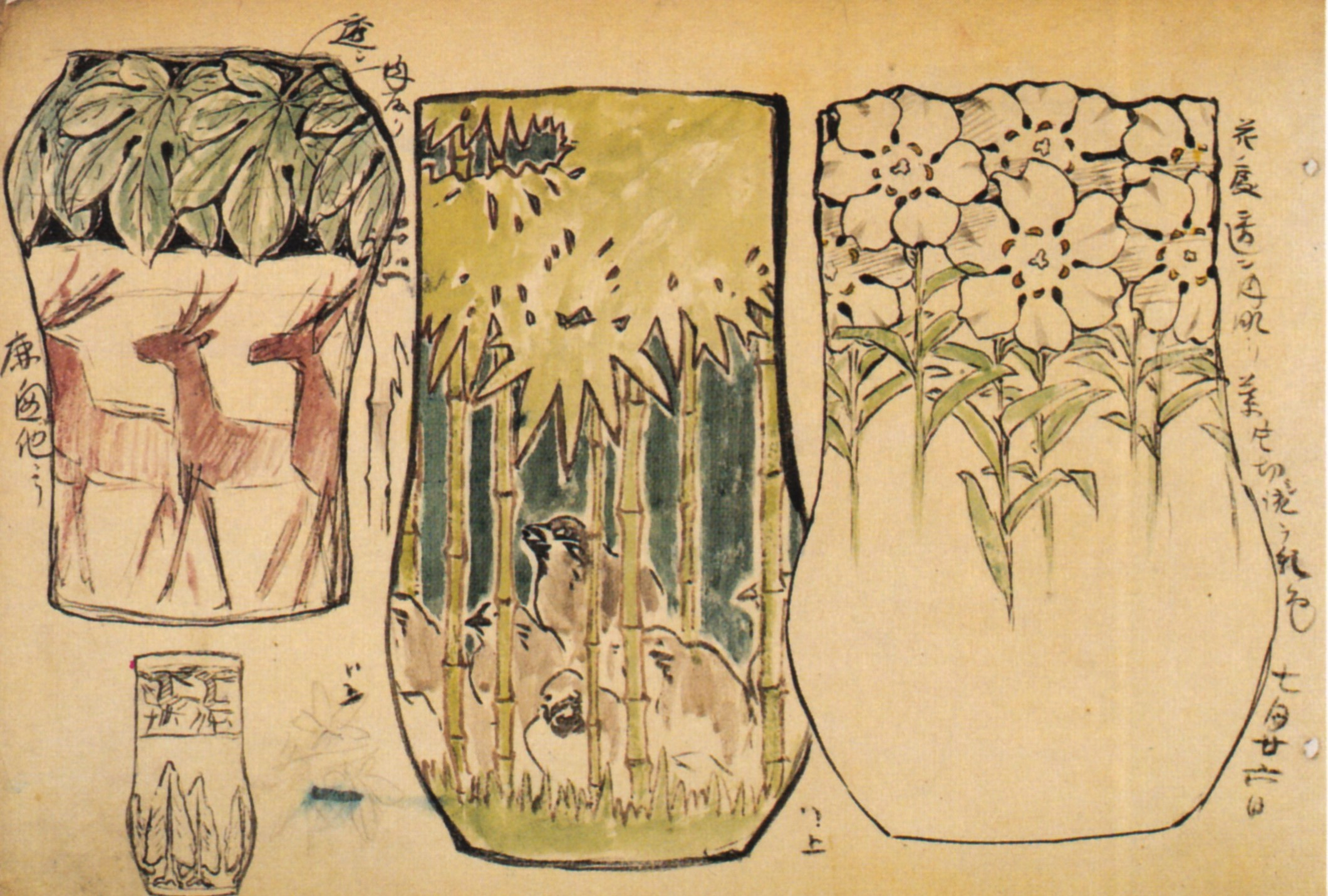
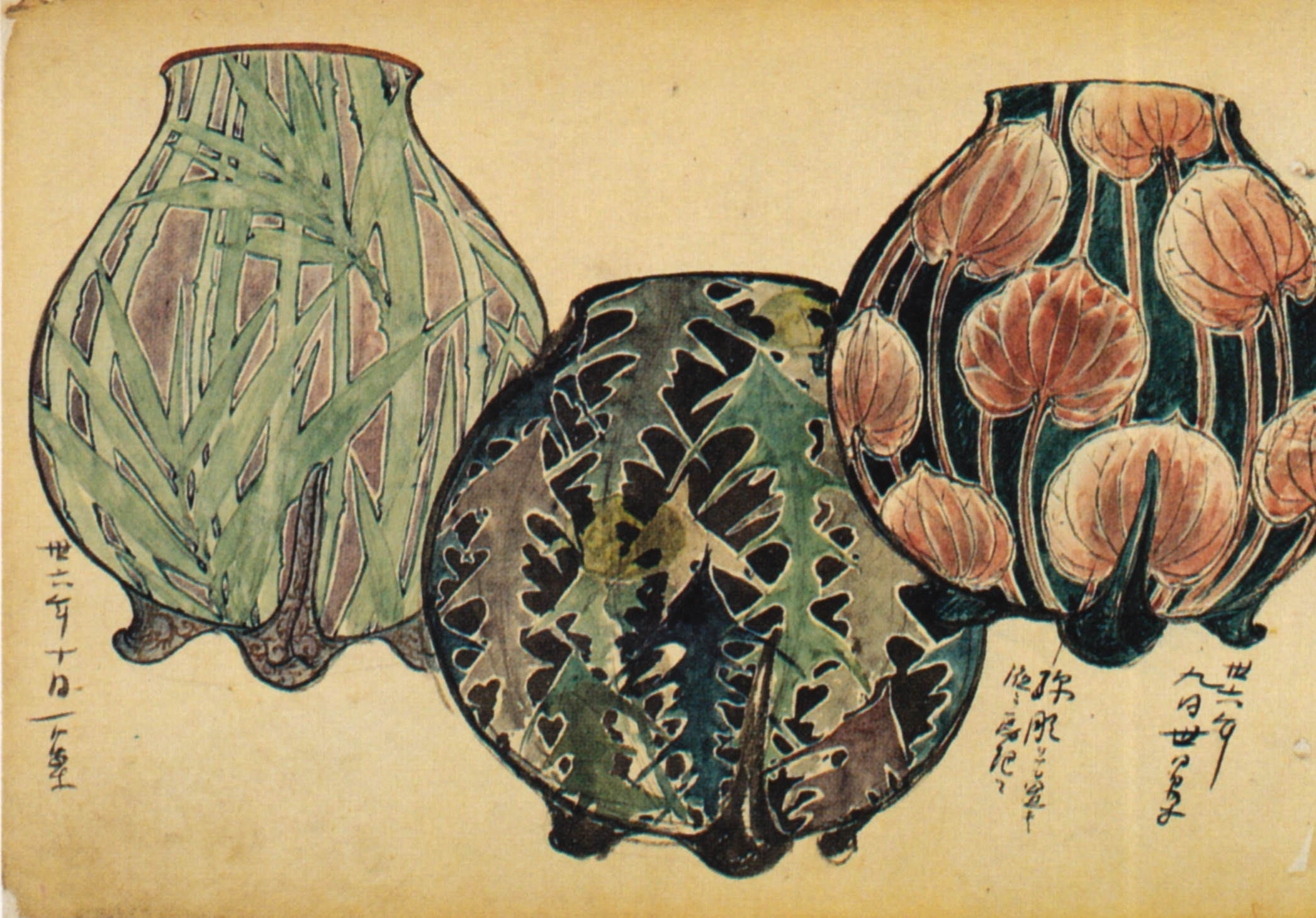
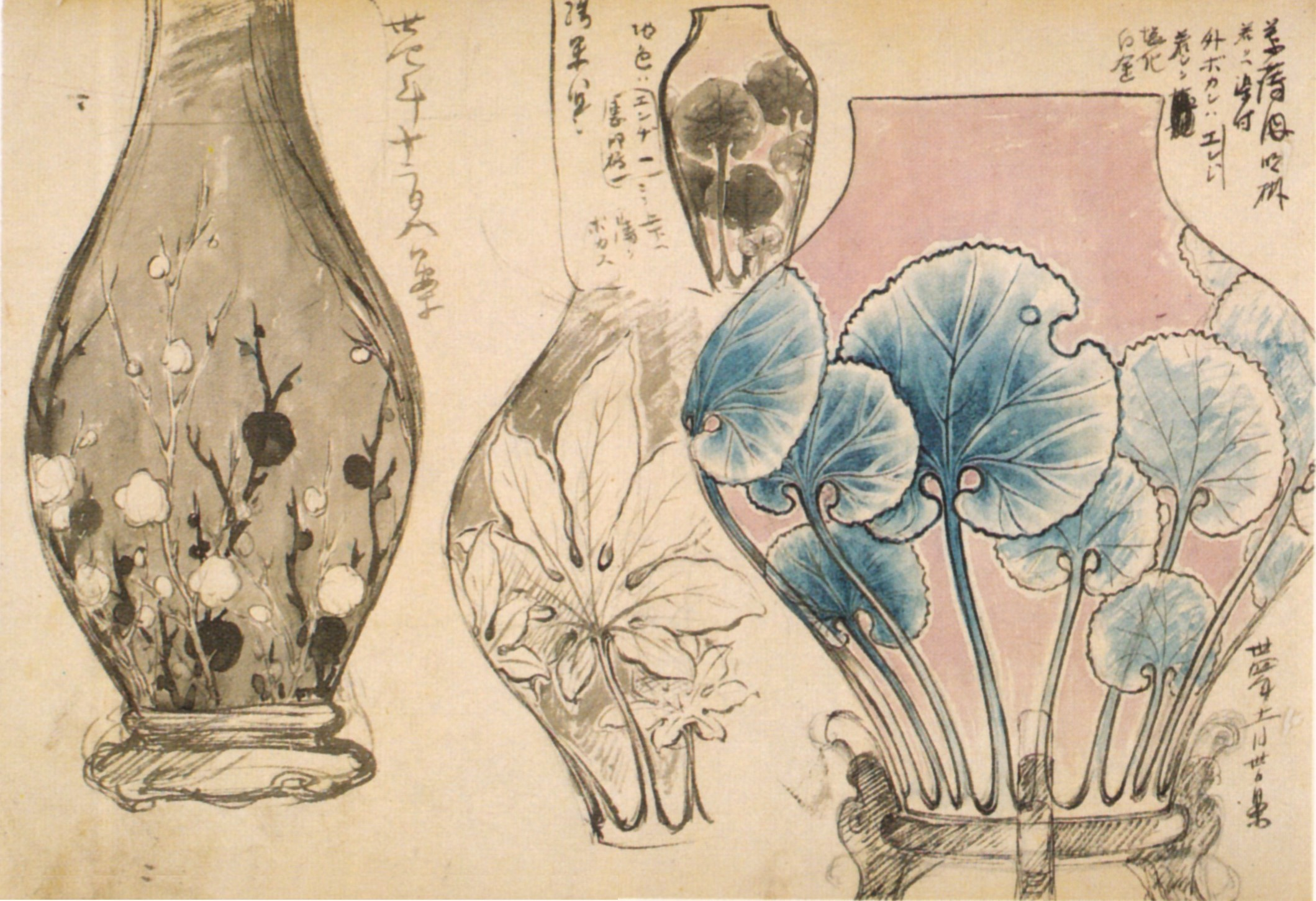
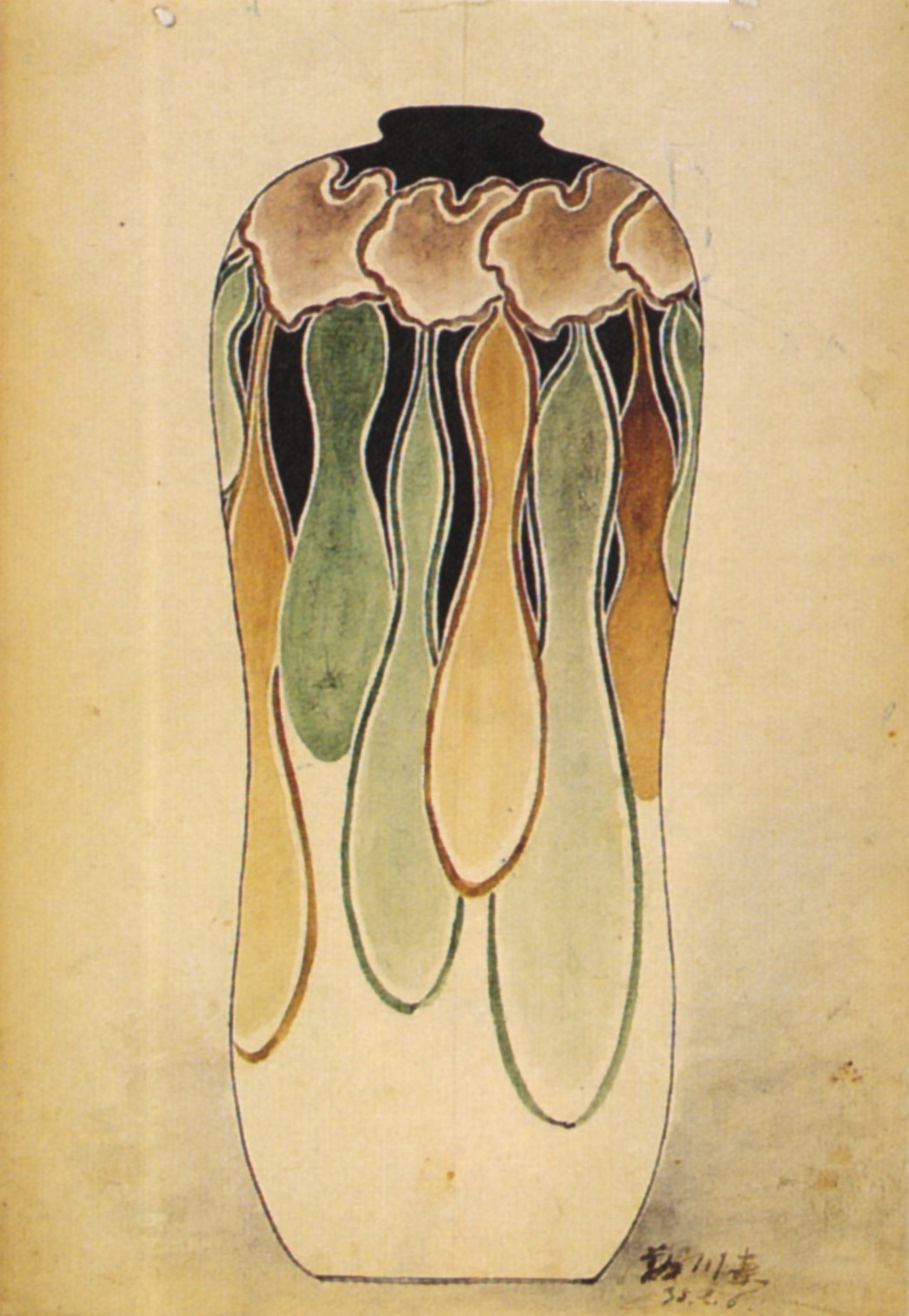
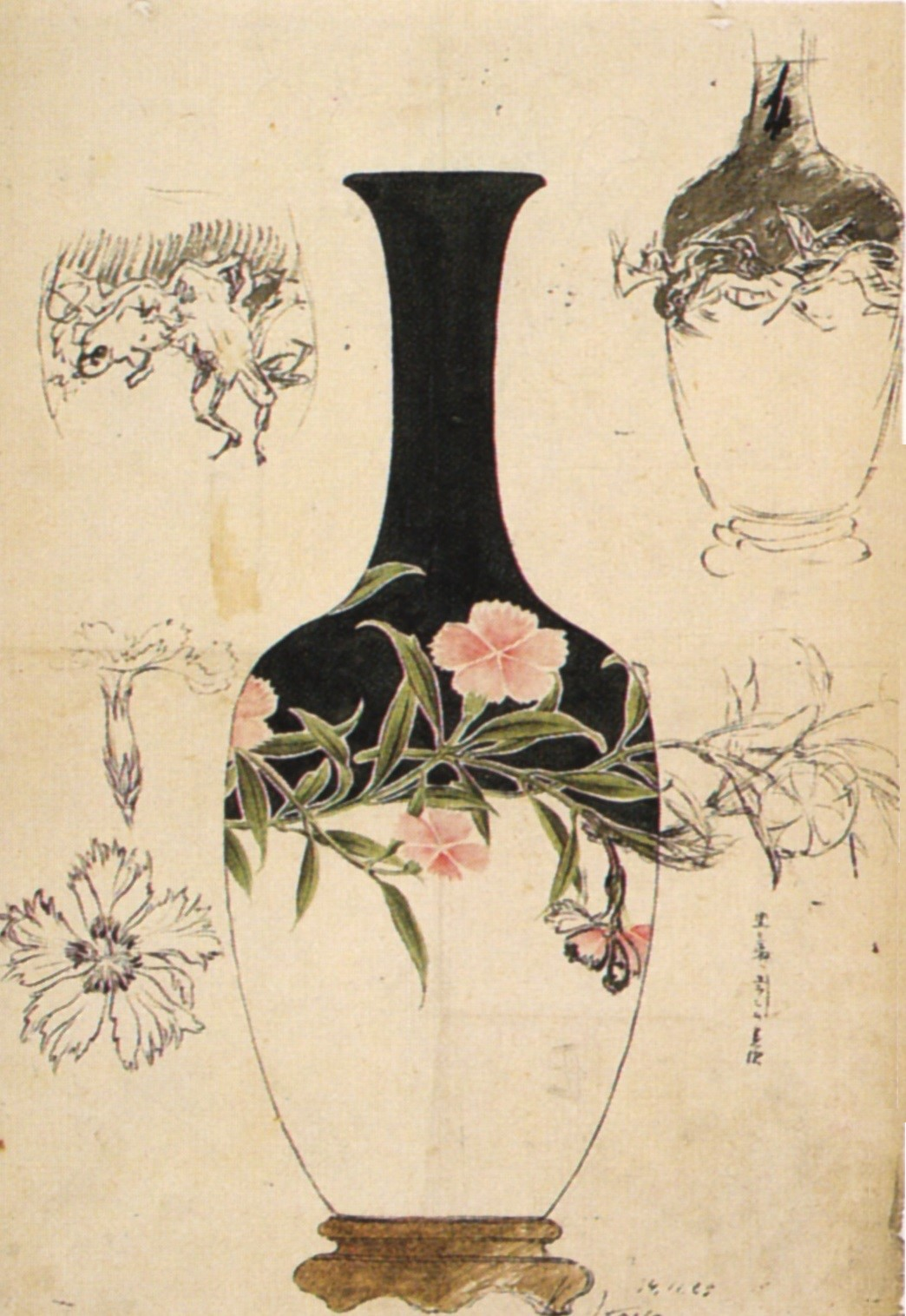
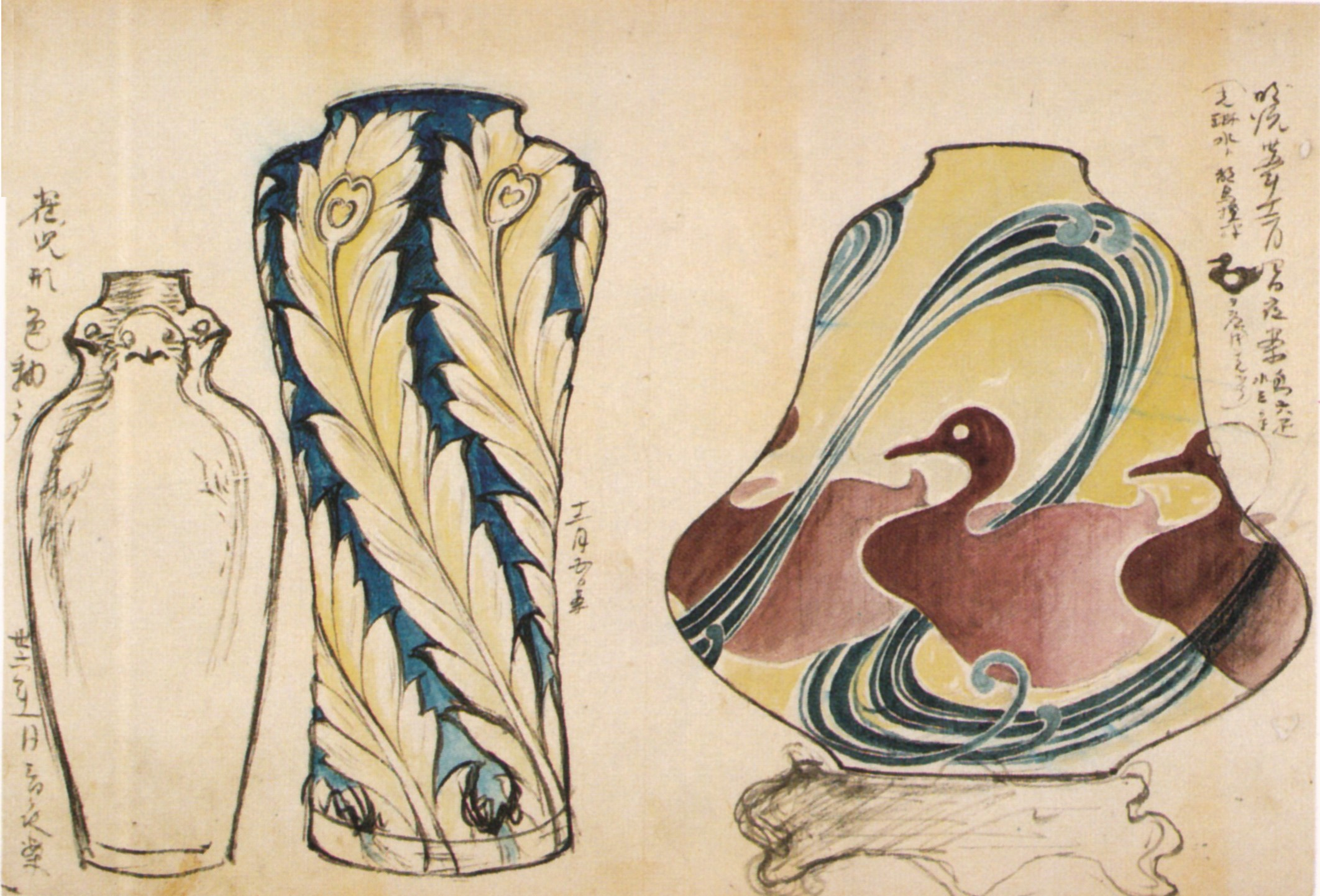